# Lionello Venturi
Lionello Venturi (Roma 25 de abril de 1885- ibíd. 14 de agosto de 1961) fue un pensador italiano crítico e historiador del arte.

## Trayectoria
Hijo de Adolfo Venturi, estudió en el liceo romano E. Q. Visconti y estudió letras en Roma, licenciándose en 1907. Entre 1909 y 1910 fue inspector de las  Galerías de la Academia de Venecia y, entre 1911 y 1912 lo fue de la Galería Borghese en Roma. 
Ya en 1911 enseñaba historia del arte medieval y moderno en Padua. En 1919 fue nombrado profesor ordinario en la Universidad de Turín, puesto que desempeñó una docena de años. Fue uno de los doce  universitarios que en 1931 rechazaron prestar juramento de lealtad al fascismo, perdiendo la cátedra. 
Emigró entonces a París, donde estuvo hasta 1939 y se ligó al núcleo antifascista de Justicia y Libertad (Giustizia e Libertà). Luego, marchó a Nueva York, donde estuvo hasta 1944. Allí dio clases, además de en la Universidad de Nueva York, en la Universidad Johns Hopkins de Baltimore, en la Universidad de California, en las Universidades de México (central), Chicago, Detroit y Filadelfia. 
Es padre del gran historiador de la Ilustración Franco Venturi (1914-1994), que mantenía ya una actividad civil paralela a la suya.
Finalizada la Segunda Guerra Mundial en 1945, Venturi regresó a Italia, definitivamente a Roma, donde retomó la enseñanza universitaria hasta 1955; falleció en la capital italiana. Entre sus alumnos se cuentan: Giulio Carlo Argan, Cesare Brandi, Valentino Martinelli, Maurizio Calvesi, Nello Ponente, Enrico Crispolti, Eugenio Battisti, Luigi Grassi, Creigthon E. Gilbert.

En la Universidad de la Sapienza, de Roma, se conserva el importante Archivo de Lionello Venturi, donado por la familia en 1996.
Hubo múltiples publicaciones suyas, de historia y crítica del arte. Destacan sus trabajos sobre Caravaggio, Modigliani (1930), Paul Cézanne y los impresionistas franceses, sobre Georges Rouault, Marc Chagall (1945), Lalla Romano, Soldati, Luigi Spazzapan y Gino Severini.

## Obra

### Libros
- Giorgione e il Giorgionismo, 1913
- La critica e l'arte di Leonardo da Vinci, 1919
- Botticelli, Noguer, 1966 ISBN 978-84-279-9008-1
- Cómo entender la pintura: desde Giotto a Chagall, Destino, 1988 ISBN 978-84-233-1634-2
- Il gusto dei primitivi, 1926. Tr.: El gusto de los primitivos, Alianza, 1991 ISBN 978-84-206-7111-6
- Pretesti di critica, 1929
- La pintura italiana, Carroggio, ISBN 978-84-7254-205-1
- Storia della critica d'arte, 1936 (inglés); 1938 (francés), 1945 (italiano). Tr.: Historia de la crítica de arte, Gustavo Gili, 1979 (Nuevas Ediciones de Bolsillo, 2004 ISBN 978-84-9793-301-8)
- Georges Roualt, Albert Skira Éditeur, Paris 1948